# Max Willutzki
Max Dietrich Willutzki, auch Max D. Willutzki (* 17. Oktober 1938 in Eberswalde) ist ein deutscher Regisseur und Drehbuchautor.

## Leben
Max Willutzki studierte nach dem Abitur in München Germanistik. Zu den ersten Erfahrungen mit der professionellen Filmarbeit gehört 1962 die Hospitanz bei den Dreharbeiten zu Gesprengte Ketten. 1967 übernahm Willutzki die Regie-Assistenz bei Jean-Marie Straubs Spielfilm Nicht Versöhnt, nach dem Roman Billard um halb zehn von Heinrich Böll. Noch vor der Aufnahme des Regie-Studium an der Berliner Filmakademie 1966 bis 1968 drehte er seine ersten eigenen Filme. 1973 drehte Willutzki Der lange Jammer. Für diesen Film übernahm er Regie, Produktion und schrieb am Drehbuch mit. Der lange Jammer wurde mit dem Bundesfilmpreis ausgezeichnet und erhielt drei Preise auf den Mannheimer Filmtagen.
Willutzki erhielt 1977 den Jury- und Publikumspreis bei den „Rencontres Internationales de Cinema et de la Jeunesse“ in Cannes für Vera Romeyke ist nicht tragbar.
Im Jahr 1978 drehte Willutzki als Regisseur und Drehbuchautor Die Faust in der Tasche mit Manfred Krug.
1980 gründete er den Artfilm-Verleih Demos-Film GmbH zur Kinoauswertung deutscher Spielfilme.
Willutzki ist des Weiteren Dialogautor und -Regisseur für viele deutsche Synchronisationen, u. a. für Serien wie Denver Clan, SWAT, Bonanza, California Clan, SOS vermisst und von 1994 bis 2002 für 128 Episoden der US-Serie JAG – Im Auftrag der Ehre.